# Бондарчук, Ирина Ивановна
Ири́на Ива́новна Бондарчу́к (род. 17 сентября 1952) — советская и российская легкоатлетка, специалистка по бегу на длинные дистанции, кроссу и марафону. Выступала за сборную СССР по лёгкой атлетике в 1970-х и 1980-х годах, многократная чемпионка мира по кроссу в командном зачёте, победительница многих первенств международного и всесоюзного значения. Мастер спорта СССР международного класса.

## Биография
Ирина Бондарчук родилась 22 июля 1952 года.
Занималась лёгкой атлетикой в Ленинграде в добровольном спортивном обществе «Буревестник». Была подопечной заслуженного тренера СССР Николая Егоровича Малышева.
Впервые заявила о себе в 1972 году, став пятой в беге 3000 метров на чемпионате СССР в Москве.
В 1973 году на всесоюзном чемпионате в Москве вновь была пятой в той же дисциплине, стала серебряной призёркой на Мемориале братьев Знаменских.
На чемпионате СССР 1974 года выиграла серебряную медаль на дистанции 3000 метров, уступив здесь только титулованной Людмиле Брагиной из Краснодара. Попав в основной состав советской национальной сборной, выступила на чемпионате Европы в Риме, где показала девятый результат.
В 1976 году одержала победу в беге на 3000 метров на чемпионате СССР в помещении в Москве и на чемпионате СССР по кроссу в Баку.
В 1977 году выиграла советские национальные чемпионаты в беге на 3000 метров и в кроссе на 3 км, тогда как на соревнованиях в помещении в Минске в дисциплине 3000 метров пришла к финишу второй позади Гианы Романовой. Была лучшей на Кубке Правды в Сочи, приняла участие в матчевых встречах со сборными США и Великобритании. На кроссовом чемпионате мира в Дюссельдорфе финишировала четвёртой в личном зачёте и стала первой в командном зачёте.
В 1980 году стала первой в истории чемпионкой СССР в беге на 5000 метров. Выиграла 30-километровый пробег «Пушкин — Ленинград». На чемпионате мира по кроссу в Париже выиграла серебряную медаль в личном зачёте и победила в командном зачёте.
На кроссовом чемпионате мира 1981 года в Мадриде заняла 21-е место в личном первенстве и вновь выиграла командное первенство. Отметилась выступлением в матчевой встрече со сборной Италии в Перудже, впервые попробовала себя на марафонской дистанции — выиграла марафоны в Ленинграде и немецком Хамме.
В 1982 году в рамках Мемориала братьев Знаменских вновь стала чемпионкой СССР в беге на 5000 метров, установив при этом рекорд Европы — 15:12,62. Также стала четвёртой в программе марафона.
В 1984 году стала серебряной призёркой на чемпионате СССР по марафону в Баку, уступив лидерство Зое-Ивановой из Алма-Аты.
В 1985 году была третьей на международном женском экидэне в Иокогаме, участвовала в чемпионате мира по кроссу в Лиссабоне, где заняла 31-е место в личном зачёте и стала второй в командном зачёте.
На протяжении 1990-х годов постоянно проживала в США, принимая участие во многих крупных забегах на шоссе. Так, шесть раз стартовала на Остинском марафоне, выиграла его в 1994 году, тогда как в 1995 году стала второй. Пять раз финишировала на Хьюстонском марафоне. В 1993 и 1995 годах дважды участвовала в Бостонском марафоне, оба раза попав в двадцатку сильнейших.